# 六日谈

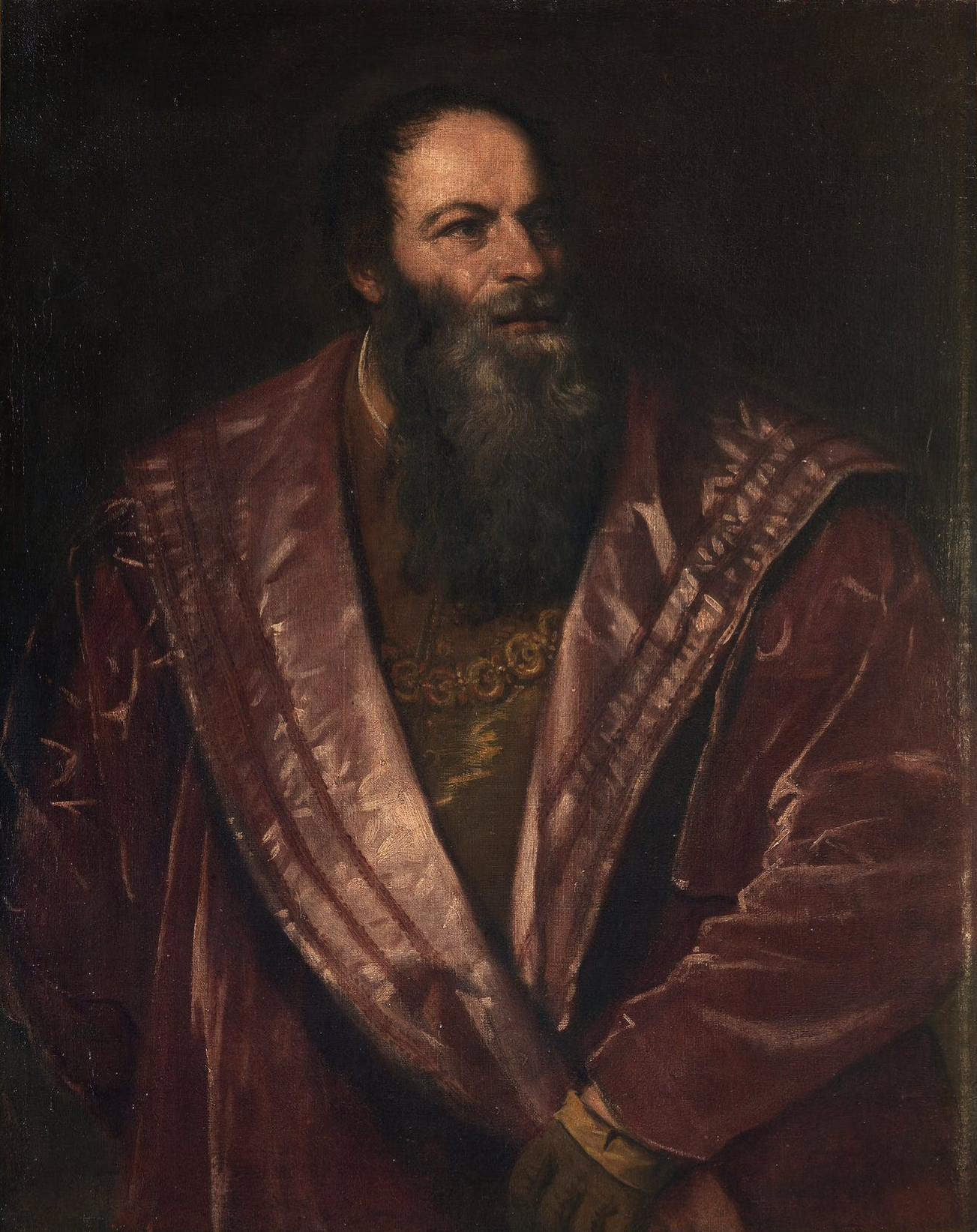
阿雷蒂諾肖像，1545年

《六日谈》（義大利語：Sei giornate）是文艺复兴时期意大利作家皮埃特羅·阿雷蒂諾创作的对话集，原名《争论》（Ragionamenti）。作品对当时意大利城市性生活进行了大胆的描写。

## 概述
全书分两部，每部叙述三日之事，总共六天。前三天，想为女儿琵琶（Pippa）寻找最适合人生方向的娜娜（Nanna）和女友安东尼亚（Antonia）一起分别考察了修女、人妻和娼妓的生活，最后得出妓女是最为诚实职业的结论。后三天的内容则着重讲述妓女如何取悦嫖客和男人的弱点等内容。

## 版本
- 上部：Ragionamento della Nanna e della Antonia , 巴黎 - 威尼斯, 1534年
- 下部：Dialogo nel Quale la Nanna Insegna à la Pippa , 都灵 - 威尼斯, 1536年